# كأس الجامعة التونسية لكرة اليد للرجال
كأس الجامعة التونسية لكرة اليد للرجال (بالفرنسية: Coupe de la Fédération masculine de handball)‏ هي مسابقة لرياضة كرة السلة سنوية تنظم في تونس من قبل الجامعة التونسية لكرة اليد منذ 2019.

## الفائزين

### حسب السنة
| - 2019: الترجي الرياضي التونسي. |

### حسب الفرق
| الفريق                 | الألقاب |
| ---------------------- | ------- |
| الترجي الرياضي التونسي | 1       |

## مقالات ذات صلة
- الدوري التونسي لكرة اليد للرجال
- كأس تونس لكرة اليد للرجال
- الجامعة التونسية لكرة اليد

## روابط خارجية
- الموقع الرسمي.